# Grga Pejnović
Grga Pejnović (1915. – 2002.), bio je hrvatski profesor i publicist. Rodom je iz Smiljana.
Kao ugledan katolički laik javljao se u mnogim publikacijama kršćanskog usmjerenja i rodoljubnoga nadahnuća (npr. u Spremnosti, u križarskim glasilima i drugdje). U "Glasniku sv. Antuna Padovanskoga" i u "Veritasu  Arhivirana inačica izvorne stranice od 9. ožujka 2016. (Wayback Machine)" obradio je brojne kulturne i povijesne teme. Pisao je o spomenicima hrvatske prošlosti, obrađivao život i rad hrvatskih kardinala, opisivao šibensku katedralu, starodrevnu crkvu sv. Stošije u Zadru, predstavljao brojna marijanska i antunovska hodočasnička svetišta i crkve, kao i različite gradove i naselja. U "Veritasu" hrvatskoj javnosti predstavio je Bernardina Splićanina Marka Marulića Andriju Medulića, fra Grgu Martića, Ruđera Boškovića, Jurja Dalmatinca, Jurja Šižgorića, Marina Držića, Jurja Klovića, Klementa Ohridskog, Ivana Merza, fra Ivana Franu Jukića, fra Didaka Buntića, biskupa Jurja Dobrilu, kardinale Jurja Utješinovića, Đuru Draškovića, Jurja Haulika, Josipa Mihalovića, Alojzija Stepinca i brojne druge za nas značajne osobe.
Smiljan Velebit govori o Ivanu Merzu kao o svetoj osobi koja nam pokazuje put.Javljao se redovito u svetojeronimskim publikacijama, u "Danici" i u "Maruliću", u kojemu je godinama redovito pratio razne izložbe, recenzirao knjige i pisao osvrte na naša kulturna događanja, također pod pseudonimom Smiljan Velebit. Zapaženi su njegovi osvrti na život i djelo velikih hrvatskih književnika iz Bosne: Zvonimira Remete i Nikole Šopa, na mnoge hrvatske pisce i slikare: Dulčića, Medovića, Radovania, Radauša, Marulića, Cesarića, Ujevića, Vanku, Radića i druge, kao i na poznate strane pisce: Jammesa, Peguya, Petrarcu itd. Neumorno je pisao gotovo do kraja svoga plodnoga života.
Grga Pejnović rođen je 10. travnja 1915. u Smiljanu, gdje je završio i osnovnu školu, maturirao je u Gospiću i diplomirao na Filozofskom fakultetu u Zagrebu 1943. godine. Dvije godine prije toga oženio se Maricom rođ. Rudelić, s kojom je imao dva sina. Supruga mu je umrla za vrijeme njegova dugogodišnjeg tamnovanja, na koje je bio osuđen od jugo-komunističkih vlasti kao visoki dužnosnik Ministarstva prosvjete Nezavisne države Hrvatske. Zbog toga je prošao križni put i logor na Kanalu, a u Gospiću je osuđen na 15 godina zatvora, koje je izdržavao u Staroj Gradiški, u Lepoglavi i na prisilnom radu diljem Hrvatske, između ostalog i u rudniku Raši u Istri.
Nakon robije nije mogao naći radno mjesto u Hrvatskoj, pa odlazi u Bugojno u BiH, gdje je upoznao svoju drugu suprugu - Jelenu, s kojom je imao i trećega sina. Nakon nekog vremena vratio se u Zagreb, gdje je predavao hrvatski i francuski u Gimnaziji franjevaca konventualaca na Svetom Duhu. Od 1967. do 1991. bio je profesor u Klasičnoj gimnaziji na Šalati, predavajući spomenute jezike, sociologiju i filozofiju. Stručno je obrazovao i očinski odgajao brojne generacije hrvatskih svećenika i intelektualaca.
Umro je u Zagrebu 13. lipnja 2002., na sam blagdan omiljenoga Sveca-zaštitnika, a pokopan je na zagrebačkom Mirogoju. Bio je jedan od uglednih i vjernih suradnika "Glasnika sv. Antuna Padovanskoga", u kojemu je pisao od 1965. do 1969. godine pod pseudonimom Smiljan Velebit. Također je bio dugogodišnji istaknuti član Hrvatskoga katoličkog društva sv. Jeronima, profesor u Gimnaziji franjevaca konventualaca u Zagrebu i u Interdijecezanskoj srednjoj školi za spremanje svećenika, na zagrebačkoj Šalati.